# Timofeï Granovski
Pour les articles homonymes, voir Granovski.
Timofeï Nikolaïevitch Granovski (en russe : Тимофе́й Никола́евич Грано́вский, né le 9 mars 1813 (21 mars dans le calendrier grégorien)  à Orel, mort le 4 octobre 1855 (16 octobre dans le calendrier grégorien) à Moscou) est un historien russe. Professeur d'Université de Moscou (1839-1855), il fut ami de Koudriavtsev, Ogarev, Biélinski et Herzen, un disciple de la doctrine hegelienne, qui, revenant de l'étranger (1843), faisait sensation à Moscou par ses lectures publiques sur l'histoire du Moyen Âge, une histoire où la gloire antique de la Moscovie et de l'Église orthodoxe n'avait pas de place.

### Sources
- Une partie de cet article est une copie de l'ouvrage Littérature russe de Kazimierz Waliszewski, aujourd'hui dans le domaine public.